# Acerotella nearctica
Acerotella nearctica är en stekelart som beskrevs av Lubomir Masner 1980. Acerotella nearctica ingår i släktet Acerotella och familjen gallmyggesteklar. Inga underarter finns listade i Catalogue of Life.